# Mozambique
Mozambique (uitspraak: [mozɑmˈbik]; Portugees: Moçambique), officieel de Republiek Mozambique (Portugees: Republica de Moçambique), is een land in het zuidoosten van Afrika. Het grenst aan Tanzania, Malawi, Zambia, Zimbabwe, Zuid-Afrika, Swaziland en de Straat Mozambique (Indische Oceaan), met aan de andere kant het eiland Madagaskar.
De kust van Mozambique is 2655 km lang. Dwars door het land stroomt de rivier de Zambezi vanuit het buurland Zambia naar de oceaan. Mozambique is bijna 20 keer zo groot als Nederland en 26 keer zo groot als België.
De hoofdstad is Maputo.

## Geschiedenis

### Etymologie
De naam Mozambique is afgeleid van een rijke Arabische handelaar genaamd Moessa (Mozes) bin Bique, hij was de leider van Mozambique, voordat de Portugezen arriveerden in 1544.

### Kolonisatie
In 1498 ontdekte Vasco da Gama Mozambique onderweg naar India. In 1505 kwamen de eerste militaire posten in Sofala. De Portugezen raakten al gauw geïnteresseerd in het goud en ivoor uit het binnenland van Mozambique. Niet lang daarna kwamen er kleine handelsposten met een militair garnizoen in Sena, Tete en Quelimane.

### Dekolonisatie
De dekolonisatie in de tweede helft van de 20e eeuw verliep gewelddadig. De vruchtbaarste grond was in bezit van de blanke boeren, en voor de Mozambikanen resteerden de kleine stukken grond om in leven te blijven terwijl deze grond ook nog vaak in een slechte staat verkeerde. Er werden verzetsgroepen gevormd. Het bevrijdingsfront FRELIMO voerde tien jaar oorlog tegen de Portugezen. Na de Anjerrevolutie in 1974 verlieten de Portugezen het land vrijwel van de ene op de andere dag. De onafhankelijke Republiek Mozambique werd uitgeroepen op 25 juni 1975.

### FRELIMO
De marxistisch georiënteerde FRELIMO – inmiddels een politieke partij – richtte zich op de DDR en de Sovjet-Unie voor economische en ideologische steun. Binnenlands probeerde men Mozambique te veranderen in een volksrepubliek. Al spoedig werd FRELIMO zelf geconfronteerd met een verzetsbeweging: RENAMO. Deze beweging werd gesteund door het toenmalige Rhodesië, Zuid-Afrika, en, indirect, door de Verenigde Staten. RENAMO brandde velden plat en viel bevoorradingstrucks aan. Daarnaast had de droogte van 1983 een verwoestende uitwerking. Tegen het eind van de jaren tachtig was Maputo veranderd in één grote smerige ruïne, terwijl Gorbatsjov FRELIMO liet weten dat hij het regime niet langer zou steunen. Niettemin was hij wel van mening dat de Sovjet-Unie recht had op een soort betaling, dus namen de Russen bij hun vertrek het weinige vee dat de burgeroorlog had overleefd mee naar Rusland.

### Een nieuw begin
FRELIMO, dat nu alleen stond, had geen keus dan in te binden. In 1990 verwierp de beweging haar marxistische ideologie, waarop Zuid-Afrika zijn steun aan RENAMO introk. Beide zijden sloten na jarenlange bemiddeling door de rooms-katholieke lekenbeweging Sant'Egidio in 1992 een vredesakkoord en in 1994 vonden nieuwe verkiezingen plaats.
Joaquim Chissano trad naar voren als nieuwe president. Hij had echter een zware taak: het land werd geteisterd door droogte, cyclonen en miljoenen landmijnen.

### Jihadisme
Sinds 2017 zijn vooral in de noordelijke provincie Cabo Delgado jihadisten van de groepering Ahlu Sunnah Wa-Jama actief.

## Geografie en klimaat
Het land is gelegen in Zuidoost-Afrika, grenzend aan de Straat Mozambique aan de Indische Oceaan. Het beslaat een oppervlakte van iets meer dan 800.000 km², waarvan 17.500 km² is bedekt met water. In het westen grenst het land, van noord naar zuid gezien, aan Tanzania (756 km), Malawi (1.569 km), Zambia (419 km), Zimbabwe (1231 km), Zuid-Afrika (491 km) en Swaziland (105 km).

### Landschap
44% van het land bestaat uit laagland (lager dan 200 m). Het laagland bestaat in Cabo Delgado en Nampula uit niet meer dan een kustvlakte van circa 60 km breed maar strekt zich rond de delta van de Zambezi uit tot diep in het binnenland.
De 2655 km lange kust wordt in het noorden gekenmerkt door kliffen en rond de Zambezidelta (8000 km²) door uitgestrekte mangrovemoerassen. In het zuiden zijn de riviermondingen zeldzamer, ook hier is er een afwisseling van ondiepten en mangrovemoerassen met een aantal naar het noorden geopende baaien. Ten zuiden van Ponta Da Barra kenmerkt de kust zich door duinen en lagunes. Het laagland gaat in het binnenland van Noord- en Midden-Mozambique langzaam over in een zacht glooiend plateau dat langzaam oploopt van 200 tot 1000 m.
43% van het land bestaat uit een plateau (200-1000 m). Vooral in het noorden komen veel "inselberge" voor, bergen die helemaal afgezonderd liggen van de andere. Op het plateau liggen enkele markante bergruggen zoals het Gorongosagebergte ten zuiden van de Zambezi. Ten slotte is er nog het Malkondegebergte in het uiterste noordoosten. In het zuiden is het Lebombogebergte tot 1000 m hoog.
Circa 13% van het land bestaat uit bergland (1000-1500 m). De Binga is de hoogste berg van Mozambique, deze is 2436 m hoog en ligt in het Chimanimanigebergte ten zuidoosten van de stad Beira in het stroomgebied van de rivier de Buzi.
Het land wordt van oost naar west doorkruist door twee grote rivieren, de Limpopo en de Zambezi. In de lagere delen van het land kunnen deze een breedte bereiken van 3 kilometer en aan de kust is een delta gevormd van 80 kilometer breed. De rivier de Ruvuma vormt over een afstand van ruim 700 kilometer de grens met Tanzania. Het grootste meer is de Cahora Bassa. Dit stuwmeer is het resultaat van de aanleg van een waterkrachtcentrale in de jaren zeventig van de vorige eeuw.

### Klimaat
Mozambique heeft een tropisch tot subtropisch klimaat met een regenseizoen van oktober tot maart.
Het laagland en de plateaus hebben een savanneklimaat met een droge periode in de winter. De Indische Oceaan verhoogt de luchtvochtigheid in de kuststreken. Desondanks zijn deze kuststreken in het noorden toch droger dan het binnenland, omdat het binnenland ook neerslag uit stijgingsregens ontvangt. In het zuiden is de kuststrook wel vochtiger dan in het binnenland.
Naar het zuiden toe wordt de invloed van de seizoenen steeds sterker: in Maputo ligt de gemiddelde temperatuur in juli, de koudste maand, nog net boven de 18 graden Celsius, in het noorden boven de 22 graden Celsius.
Ook in het bergland zijn de gemiddelde temperaturen lager; de hoogste delen hebben een gematigd klimaat. Het zuidelijke binnenland heeft een steppeklimaat. De neerslag neemt af van de kust richting het zuiden. In Beira valt 1429 mm per jaar, in Maputo 768 mm per jaar.

### Steden

#### Maputo
Maputo is de hoofdstad van Mozambique. Er wonen ongeveer 1 miljoen mensen. Deze stad heette in de tijd dat Mozambique nog bij Portugal hoorde Lourenço Marques, naar een Portugese ontdekkingsreiziger.

#### Xai-Xai
Xai-Xai (uitgesproken als: Sjai-sjai) ligt aan de noordoever van de rivier de Limpopo. Xai-Xai staat bekend om het 'big game'-vissen en de vele duik- en snorkelmogelijkheden bij de verschillende riffen die binnen 6 kilometer van de kust liggen.

#### Inhambane
In de oude koloniale stad Inhambane hadden de Portugezen vanaf 1534 een permanente handelspost. Dit maakt Inhambane een van de oudste steden van zuidelijk Afrika. In de 18e eeuw bouwden de Portugezen hier een kathedraal. Maar de voornaamste toeristische attracties zijn de kustlijn, de stranden en de natuur van het achterland.

#### Beira
Beira is de tweede grootste stad van Mozambique. Er waren in 2003 ongeveer 400.000 inwoners en het is de grootste havenstad. Er wordt veel aan garnalenvisserij gedaan en er zijn talloze suikerplantages. Pogingen om het toerisme te promoten zijn volop begonnen. Het nationaal park Gorongosa, dat veel geleden heeft onder de burgeroorlog, wordt stilaan klaargemaakt om opnieuw bezocht te kunnen worden. Belangrijkste bevolkingsgroepen in Beira zijn de Sena en Ndau.

## Politiek
Mozambique heeft een meerpartijenstelsel. Men ijvert voor de bescherming van de fundamentele rechten van de mens en voor de invoering van een vrije markteconomie. Er zijn parlementaire en presidentiële verkiezingen elke 5 jaar. De laatste waren in 2019, maar er heersen twijfels of deze wel eerlijk verlopen zijn. De partij FRELIMO is aan de macht. FRELIMO voerde oorspronkelijk een marxistisch-leninistisch beleid maar nu niet meer. De leider van FRELIMO en huidige president is Filipe Nyusi. De premier is Adriano Maleiane. De partij bezet 184 van de 250 zetels in de Vergadering van de Republiek, (Assembleia da República), het eenkamerparlement van het land.

## Bestuurlijke indeling
Het land is verdeeld in 11 provincies:
- Cabo Delgado
- Gaza
- Inhambane
- Manica
- Maputo (provincie)
- Maputo (stad) met provinciale status
- Nampula
- Niassa
- Sofala
- Tete
- Zambezia

Op lokaal niveau bestaan de municipaliteiten (municipio) en parallel daaraan de districten (distrito); met als uitvoeringsorganen de administratieve posten (posto administrativo) en daaronder de lokaliteiten (localidad).

## Vlag
De ster is het teken van de vrijheidsbeweging FRELIMO. Het rood en het geweer (een Kalasjnikov AK-47) staan voor hun vrijheidsstrijd. Het opengeslagen boek voor hun idealen: samenwerken op het land en goed onderwijs. Groen staat voor het vruchtbare land, zwart voor Afrika en geel voor goud, koper en andere bodemschatten.

## Bevolking

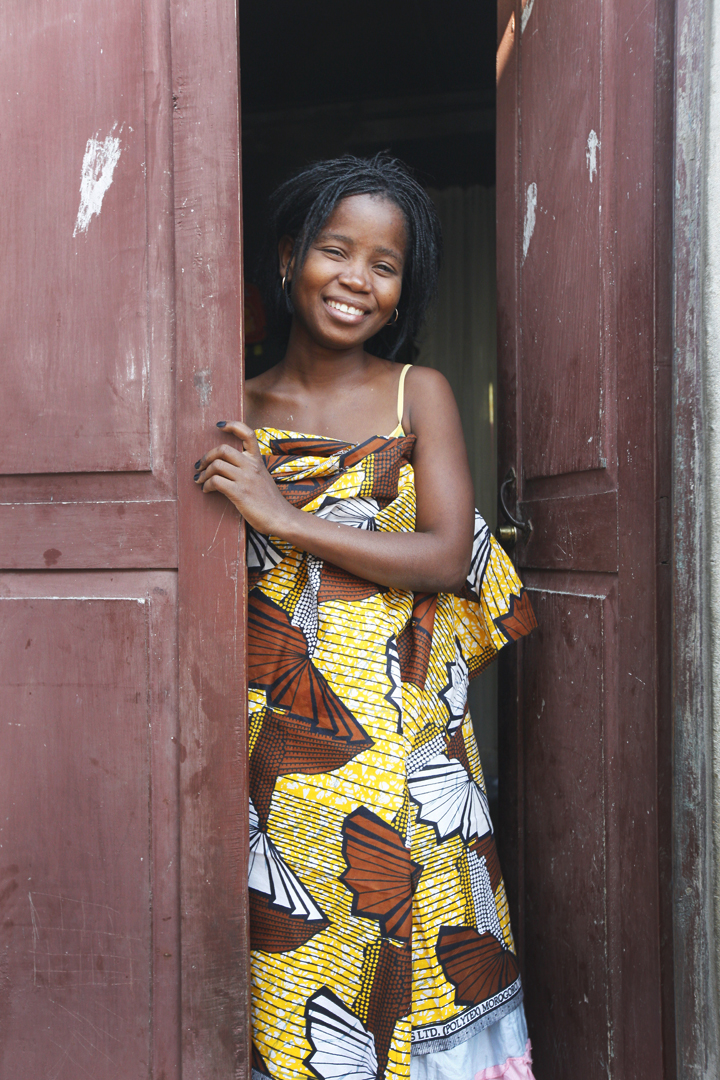
Een jonge vrouw met capulana, Mozambique, 2010.

### Mensenrechten
De mensenrechtensituatie is verbeterd sinds het einde van de burgeroorlog. Het parlement functioneert beter. Er is een redelijke mediavrijheid. De vrijheid van godsdienst en van organisatie wordt gerespecteerd. Toch is de mensenrechtensituatie niet op alle punten verbeterd want geweld tegen vrouwen komt vaak voor en het justitiële systeem werkt zeer gebrekkig. Ook zijn de omstandigheden in de gevangenissen slecht.
Eind juni 2015 kondigde het land aan dat de koloniale wetten die homoseksualiteit criminaliseerden – maar die overigens sinds de onafhankelijkheid niet toegepast waren – afgeschaft gingen worden.

### Sociale situatie
De gezondheidssituatie in Mozambique is zorgelijk. Jaarlijks sterven hierdoor vele kinderen en moeders, respectievelijk 130 en 15 op de 1000. Het land kent een slechte infrastructuur in de gezondheidssector. Dit leidt, samen met het aidsprobleem, tot een levensverwachting van slechts 46 jaar. Er is beperkte toegang tot medische voorzieningen, en als die er al is, zijn de medicijnen vaak voor de bevolking niet te betalen. Verder schort het vaak aan toereikende water- en sanitaire voorzieningen. Het onderwijs in Mozambique is zeer gebrekkig door een laag opleidingsniveau van leraren en een gebrek aan infrastructuur en materiaal. De overheid ziet het onderwijs als een kernsector voor de verdere ontwikkeling van het land.

## Economie
Na de burgeroorlog heeft het land een snelle economische groei doorgemaakt, maar van een heel lage basis. In de periode 1993 tot en met 2009 was de gemiddelde economische groei 7,5% per jaar. Het bruto nationaal product (BNP) per hoofd van de bevolking steeg in deze periode van $ 137 naar $ 458. Volgens het Ontwikkelingsprogramma van de Verenigde Naties leeft 54,1% van de bevolking onder de armoedegrens.
Het totale BNP was $ 14,3 miljard in 2010. Drie belangrijke factoren hebben aan deze groei bijgedragen, namelijk een herstel in de agrarische sector, ontwikkelingshulp en de buitenlandse investeringen in het land met name op het gebied van de winning van grondstoffen en infrastructuur. De buitenlandse hulp bedroeg zo’n $ 90 per inwoner op jaarbasis en de landbouw profiteerde van goede weersomstandigheden en de aanvoer van kunstmest.
In 2009 leverden de landbouw en visserij een bijdrage aan de economie van 30%, de dienstensector zo’n 46% en de industrie 24%. De mijnbouwactiviteiten gaan een grotere bijdrage leveren na de vondst van grote steenkoolreserves in de provincie Tete. In december 2011 werd de eerste steenkool geëxporteerd en voor 2012 wordt al gerekend op een totale exportopbrengst van circa $ 3 miljard. De export van goederen is nu nog beperkt en eenzijdig; de helft van de export bestaat uit aluminium en slechts 15 producten leveren meer dan $ 1 miljoen per jaar aan inkomsten op. Het land heeft een groot tekort op de handelsbalans. China heeft grote interesse en de verwachting is dat het ongeveer $ 13 miljard zal investeren in Mozambique tot het jaar 2020. Braziliaanse en Indiase bedrijven zijn ook actief.
De landbouw is een belangrijke bron van inkomsten en circa 80% van de bevolking is hiermee actief. Ongeveer 3,2 miljoen boerderijen met een gemiddelde omvang van 1,2 hectare produceren 97% van al het voedsel. Slechts 10% van de beschikbare grond geschikt voor landbouw wordt benut en 3% wordt kunstmatig bevloeid. Een probleem zijn de infrastructuur en het ontbreken van belastingen, door het ontbreken daarvan zijn er minder overheidsinkomsten en kan er dus minder aan het land verbeterd worden. Aandachtspunten binnen het gevoerde beleid zijn onder andere juridische hervormingen, civil service reform, privatiseringsbeleid en belastinghervorming/inning, maar het belangrijkste is toch wel de armoedereductie.

### Energie
Mozambique beschikt over veel natuurlijke hulpbronnen die ingezet kunnen worden voor de productie van elektriciteit. Door geldgebrek wordt hiervan maar een klein deel benut. Het opgesteld vermogen is zo’n 2.400 MW waarvan 90% geconcentreerd is in één waterkrachtcentrale, die van Cahora Bassa in Tete. Ongeveer een derde van de productie wordt geëxporteerd naar de buurlanden Zuid-Afrika en Zimbabwe. Circa 17% van de bevolking van Mozambique is op het netwerk aangesloten. De grote Mozal-aluminiumsmelter, met een jaarcapaciteit van 565.000 ton aluminium, is de grootste binnenlandse verbruiker van de opgewekte stroom.
In 2011 zijn grote aardgasreserves aangeboord voor de kust van Mozambique. Het Amerikaanse energiebedrijf Anadarko Petroleum boorde reserves aan van meer dan 600 miljard m3. In oktober van hetzelfde jaar meldde Eni ook een gasvondst; het Italiaanse bedrijf denkt 400 miljard m3 aangeboord te hebben op circa 40 kilometer van de kust. Vanwege het ontbreken van een lokale afzetmarkt voor het gas, moet het eerst in LNG worden omgezet alvorens het geëxporteerd kan worden. Anadarko verwacht in 2018 het eerste vloeibaar gemaakte gas te kunnen verschepen.
In december 2014 werd een wet aangenomen die de voorwaarden van de winning van het gas vastlegt. De wet is een belangrijke voorwaarde voor bedrijven om de gasreserves in ontwikkeling te brengen. Voor de kust ligt circa 7.000 miljard m3 aardgas en Mozambique kan de derde exporteur van LNG ter wereld worden na Qatar en Australië. Het aandeel van de staat in de gasopbrengsten is ook in de wet opgenomen. Deze inkomsten alleen al voor het Anadarko-deel van de gaswinning worden geraamd op $ 212 miljard over de hele levensduur van het project. Eni heeft zelfs iets grotere reserves aangetroffen en zal de inkomsten voor de staat verder verhogen.

### Transport
Mozambique heeft een belangrijke rol gespeeld in het internationale vervoer van de kust naar de door land omgeven buurlanden als Malawi, Zimbabwe en Zambia. De belangrijkste transportroutes lagen dan ook in oost-west richting. Het land heeft drie belangrijke havens, van noord naar zuid zijn dit Nacala, Beira en Maputo. Maputo heeft directe spoorverbindingen met Zuid-Afrika en Zimbabwe, Beira met Zimbabwe en Malawi en Nacala met Malawi. Van Beira naar Harare is de afstand over het spoor 600 kilometer, dit is aanzienlijk korter dan vanaf Dar es Salaam (circa 3.500 km) of Richards Bay in Zuid-Afrika (circa 2.800 km). De kortere afstand betekent ook duidelijk lagere transportkosten. In 1973 leverde de transportsector een belangrijke bijdrage aan de economie en aan de werkgelegenheid van het land. Mozambique had toen een tekort op de goederenbalans van $ 115 miljoen, maar dit werd meer dan volledig gecompenseerd door een overschot van $ 122 miljoen op de dienstenbalans. Dit laatste was vooral het resultaat van het internationale vervoer. Net zoals in de buurlanden wordt in Mozambique links gereden.
Tijdens de vrijheids- en burgeroorlog leed de infrastructuur zwaar onder de gevechten. Door vernielingen en gebrek aan onderhoud en nieuwe investeringen daalde het vervoer met 70% tot 80%. De buurlanden waren gedwongen langere en dus duurdere transportroutes te gebruiken voor de ex- en import van de goederen. Na het beëindigen van de strijd hebben veel donorlanden van ontwikkelingshulp de aandacht gevestigd op het herstel van de infrastructuur, niet alleen om Mozambique te steunen maar ook de buurlanden die bij een goede uitvoering kunnen profiteren van lagere transportkosten.

## Natuur

### Vegetatie
- Direct langs de kust en in de riviermondingen: Mangrovewoud.
- Langs de Zambezi en enkele andere rivieren en rond Maputo: Tropisch regenwoud of tropisch bos.
- Op de plateaus in het noorden en midden heb je vooral bossavanne.
- In de kustvlakte en een aantal rivierdalen in het noorden, in een deel van de Zambezi-vallei en in het zuidelijk binnenland heb je vooral droge savanne(acacia’s), in het zuidelijke binnenland overgaand in steppeachtige vegetatie.
- In het bergland: Bergwouden en grassteppen.

### Milieubeleid
De milieusituatie is in vergelijking met veel andere Afrikaanse landen redelijk. Mozambique is uitgestrekt en dunbevolkt. Toch is er in bepaalde gebieden wel overbelasting van het milieu. In de steden veroorzaken de slechte infrastructuur en de groeiende bevolking problemen met afvalverwerking, water en sanitair. De milieupolitiek is in Mozambique nog niet erg op gang gekomen.